# 西大街街道 (邢台市)
西大街街道，是中华人民共和国河北省邢台市襄都区下辖的一个乡镇级行政单位。

## 行政区划
西大街街道下辖以下地区：
西园街社区、南园社区、申家庄社区、南瓦窑社区、西大街社区、北羊市道社区、羊市街社区、南羊市道社区、凤凰社区、新兴南社区、塔林北社区、金园社区和新西街社区。